# 2S14 Jalo-S
 (janvier 2023).
Le 2S14 Jalo-S (en russe : 2С14 « Жало-С ») est un véhicule antichar possédant un canon automoteur, il est un bataillonnaire soviétique expérimental conçu durant les années 1960. Il est le fruit d'un programme visant à équiper l'infanterie soviétique d'un canon et d'un véhicule adaptés à la lutte contre les blindés, respectivement le canon de 85 mm « Jalo-B » et le blindé « Jalo-S ».